# ステファン・ドナルドソン

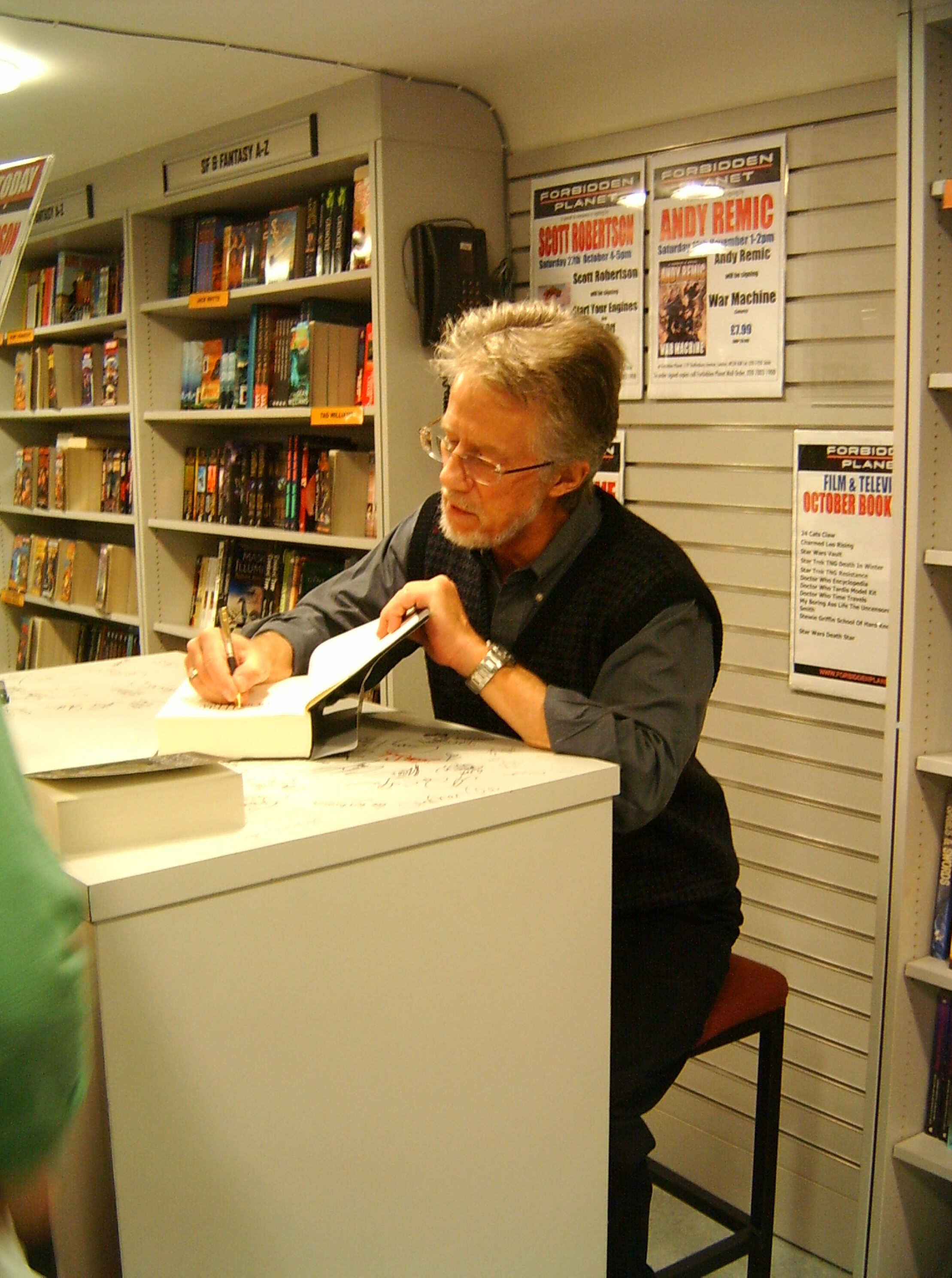
ステファン・ドナルドソン

ステファン・ドナルドソン（Stephen Reeder Donaldson、1947年5月13日 - ）は、アメリカ合衆国のファンタジー作家、SF作家、推理作家。オハイオ州クリーブランド生まれ。ステファン・R・ドナルドソンの表記もある。
3歳から16歳まで、整形外科医だった父親と共にインドで暮らす。父親はインドでハンセン病の治療に当たっていた。ケント州立大学を卒業し、ウースター大学で修士号を獲得。卒業後は、良心的戦争忌避者として2年間の兵役を免除され、オハイオ州アクロンで病院奉仕者として勤務。

## 主な受賞歴
- 1979年 ジョン・W・キャンベル新人賞 『破滅の種子』（Lord Foul's Bane）
- 2000年 世界幻想文学大賞短編集 Reave the Just and Other Tales

## 日本語訳された著作のリスト
信ぜざる者コブナント（The Chronicles of Thomas Covenant the Unbeliever、評論社、訳：小野章）
※翻訳した小野が急逝したため、第2部にあたる「邪悪な石の戦い」は倉本護も担当。
- 「破滅の種子」上 Lord Foul's Bane (1977) ISBN 978-4566020764
- 「破滅の種子」下 ISBN 978-4566020771
- 「邪悪な石の戦い」上 The Illearth War (1979) ISBN 978-4566020788
- 「邪悪な石の戦い」下 ISBN 978-4566020795
- 「たもたれた力」上 The Power That Preserves (1977) ISBN 978-4566020801
- 「たもたれた力」下 ISBN 978-4566020818

## 関連事項
- ハンセン氏病：「信ぜざる者コブナント」シリーズの主人公コブナントはハンセン氏病患者である。